# Hanhilammet
Hanhilammet två sjöar i Miehikkälä i Kymmenedalen, Finland. 
- Iso Hanhilampi, 60°44′31″N 27°46′24″Ö / 60.7419°N 27.7734°Ö (15,24 ha)
- Pieni Hanhilampi, 60°44′24″N 27°47′11″Ö / 60.7399°N 27.7864°Ö (4,34 ha)